# 住友生命名古屋ビル
住友生命名古屋ビル （すみともせいめいなごやビル） は、愛知県名古屋市中村区名駅南にある超高層ビルである。

## 概要
当ビルは、1974年（昭和49年）に中部地方で初めて高さ100mを超える高層ビルとして竣工し、1989年（平成元年）にヒルトン名古屋が竣工するまで愛知県で一番高いビルであった。
現在でも最上階のレストランやバーから眺望を楽しむことが出来る。
住友生命保険が自社の名古屋拠点として使用しているほか、名鉄グループの名鉄観光サービスが本社を置くなど、重要拠点として用いられている。

## 主なテナント
- 名古屋矯正歯科診療所
- 住友生命保険
- 名鉄観光サービス本社
- 名古屋人材銀行
- あいちマザーズハローワーク
- ダイハツディーゼル
- 日比谷総合設備
- 日新電機
- 日本写真印刷
- メルコヒューマンポート
- レストランスカイプラザ
- Dining & Bar MOON

## 最寄駅
- 名古屋駅